# Whitesnake
Whitesnake (в переводе с англ. — «белая змея») — британская, затем американская рок-группа, играющая рок с блюзовыми элементами, созданная в 1978 году Дэвидом Ковердэйлом, бывшим вокалистом Deep Purple.

## История

### 1977—1984
Дэвид Ковердейл основал Whitesnake в конце 1977 года в Северном Йоркшире, Англия. Основу его группы составили музыканты аккомпанирующего состава под названием The White Snake Band.
Официально группа создана в январе 1978 года Дэвидом Ковердэйлом, бывшим вокалистом Deep Purple. В связи с тем, что Дэвид Ковердэйл был связан контрактом, запрещающим ему участие в группах, он был вынужден с момента распада Deep Purple выпускать сольные альбомы с аккомпанирующим составом, т. н. David Coverdale’s Whitesnake. С ним он выпустил два альбома — White Snake (1977) и Northwinds (1978), продюсером которых стал небезызвестный Роджер Гловер.
В создании группы, наряду с Ковердэйлом, участвовали Берни Марсден — гитара, Мики Муди — гитара, Нил Маррей — бас, Дэйв Даул — барабаны и Брайан Джонстон — клавишные. Впрочем, Джонстон вскоре был заменен на Пита Соллея (экс-Procol Harum). Они записали 7-дюймовый EP Snakebite (1978). Продюсером всех альбомов, начиная с дебютного и до 1984 года был Мартин Бёрч, продюсировавший последние альбомы Deep Purple с участием Ковердэйла. Параллельно работе с Whitesnake, Бёрч также продюсировал альбомы Rainbow (сольного проекта бывшего коллеги Ковердейла по Deep Purple Ричи Блэкмора), Black Sabbath, Iron Maiden и других.
В 1979 году вышел второй альбом — Lovehunter. Обложка альбома была несколько эротического содержания, поэтому в некоторых случаях пластинка продавалась в специальных коричневых пакетах. В данный период сформировался «золотой состав» Whitesnake — Марсден, Муди, Ковердэйл, Лорд, Пейс, Маррей. В 1980 году был выпущен ещё один альбом — Ready an’ Willing, принёсший группе хит «Fool For Your Lovin'» (изначально написанный для Би Би Кинга, а впоследствии переделанный и исполняемый и по сей день). Концертный альбом Live...In the Heart of the City, записанный в период 1978—1980 годов, получил 5-ю строчку в британском чарте, а также получил признание как один из лучших альбомов 1980 года.
В 1981 году группа записала альбом Come An' Get It, который поднялся до 2 позиции в чартах Великобритании. Хит «Don’t Break My Heart Again» попал Top 20, а хит «Would I Lie to You» — в Top 40. Альбом провалился в США. В 1982 году Ковердейл взял отпуск, чтобы ухаживать за больной дочерью, и решил приостановить деятельность Whitesnake.
Во время записи Saints & Sinners уходит Марсден, а вскоре приходит конец и «золотому составу» — группу также покидают Пейс и Маррей.

### 1984—1991
После некоторой паузы «Белая Змея» оживает вновь. Теперь в группе играют: спешно рекрутированный на запись недописанных партий Марсдена гитарист Мел Гэлли, игравший ранее с Гленном Хьюзом в Trapeze, басист-виртуоз и друг Джона Лорда Колин Ходжкинсон и экс-барабанщик Rainbow Кози Пауэлл. В этом составе группа записывает альбом Slide It In, в котором уже чувствуется желание Ковердэйла перевести группу на коммерческие рельсы.
После записи альбома группу покидают Муди и Ходжкинсон. Вместо них в группу приходят гитарист Thin Lizzy Джон Сайкс и вернувшийся Нил Маррей. В 1987 году группа выпускает очень успешный альбом 1987 (также известный как просто Whitesnake), который завоевал трансатлантическую аудиторию и стал восьмикратно платиновым. Данный альбом отличает от предшественников отсутствие блюзового звучания — группа полностью уклоняется в хард-н-хэви. Два года спустя группа выпускает вместе со Стивом Ваем альбом Slip of the Tongue, уже не имевший прежнего успеха. В 1990 году Whitesnake выступают хедлайнерами на фестивале «Monsters of Rock» в Донингтоне, но вскоре группа распадается, так как Ковердэйл решил взять творческую паузу.

### 1994 — наши дни
В 1994 году Дэвид Ковердэйл с гитаристом Адрианом Ванденбергом воссоздают группу. В 1998 году записывается альбом Restless Heart, который Ковердэйл изначально планировал в качестве сольной работы (отсюда непохожесть по звучанию на предыдущие работы). Затем Дэвид снова распускает группу и собирает её вновь в 2002 году, но с новым составом (из «ветеранов» группы в этот состав попал только барабанщик Томми Олдридж).
В начале 2006 года вышел концертный DVD Live... In the Still of the Night, записанный в 2004 году в Лондоне в легендарном зале Hammersmith Apollo; режиссёром выступил Хэмиш Гамильтон. А в конце 2006 года вышел двойной концертный альбом — Live... in the Shadow of the Blues. В марте того же года мир увидел перепевку хита «Is This Love» в исполнении певца Томаса Андерса, бывшего солиста легендарной группы Modern Talking.
В 2008 году вышел новый студийный альбом группы Good to Be Bad, получивший положительные отзывы критиков.
В начале 2010 года Whitesnake сообщили о том, что группа не будет гастролировать на протяжении всего 2010 года, потому что музыканты работают над несколькими проектами, главный из которых — сочинение и запись нового студийного альбома. В феврале 2010 года группа подписала контракт с лейблом «Frontiers Records». 18 июня 2010 года во время работы над альбомом Whitesnake покидают барабанщик Крис Фрэйзер и басист Юрайя Даффи. В августе 2010 года на смену Юрайе Даффи группа ангажировала басиста Майкла Дэвина. В сентябре 2010 года группу покидает клавишник Тимоти Друри — по официальной версии, «чтобы заняться сольной карьерой».
В 2011 году на лейбле «Frontiers» вышел новый студийный альбом Whitesnake — Forevermore («Навеки»).
В конце февраля 2015 года на официальном сайте группы было объявлено о выходе нового альбома «The Purple Album», целиком состоящего из песен Deep Purple, периода, когда вокалистом был Дэвид Ковердэйл. Также был представлен клип на песню «Stormbringer».

## Дискография

### Студийные записи
- 1978 — Snakebite (EP)
- 1978 — Trouble
- 1979 — Lovehunter
- 1980 — Ready an’ Willing
- 1981 — Come an’ Get It
- 1982 — Saints and Sinners
- 1984 — Slide It In
- 1987 — 1987
- 1989 — Slip of the Tongue
- 1998 — Restless Heart
- 2008 — Good to Be Bad
- 2011 — Forevermore[9]
- 2015 — The Purple Album[10]
- 2019 — Flesh & Blood

### Концертные альбомы
- 1980 — Live at Hammersmith (1978)
- 1980 — Live … In the Heart of the City (1980)
- 1990 — Live at Donington (1990)
- 1998 — Starkers in Tokyo (1998)
- 2006 — Live... In the Shadow of the Blues (2006)
- 2013 —  Made in Japan  (2011)

## Составы
| Время                                           | Состав | Альбомы |
| ----------------------------------------------- | --- | --- |
| David Coverdale’s Whitesnake (январь—март 1978) | - Дэвид Ковердэйл — вокал - Мики Муди — гитара, слайд-гитара - Берни Марсден — гитара, вокал - Нил Маррей — бас-гитара - Дейв Даул — ударные - Брайан Джонстон — клавишные | |
| Whitesnake (март—июль 1978)                     | - Дэвид Ковердэйл — вокал - Мики Муди — гитара, слайд-гитара - Берни Марсден — гитара, вокал - Нил Маррей — бас-гитара - Дейв Даул — ударные - Пит Солли — клавишные | - Snakebite (1978) |
| Whitesnake (август 1978 — июль 1979)            | - Дэвид Ковердэйл — вокал - Мики Муди — гитара, слайд-гитара - Берни Марсден — гитара, вокал - Нил Маррей — бас-гитара - Дэйв Даул — ударные - Джон Лорд — клавишные | - Trouble (1978) - Lovehunter (1979) - Live at Hammersmith (1980)                                                      |
| Whitesnake (июль 1979 — март 1982)              | - Дэвид Ковердэйл — вокал - Мики Муди — гитара, слайд-гитара - Берни Марсден — гитара, вокал - Нил Маррей — бас-гитара - Джон Лорд — клавишные - Иэн Пейс — ударные | - Ready an’ Willing (1980) - Live...In the Heart of the City (1980) - Come an’ Get It (1981) - Saints & Sinners (1982) |
| Whitesnake (сентябрь 1982 — ноя/дек 1983)       | - Дэвид Ковердэйл — вокал, клавишные, перкуссия - Мики Муди — гитара - Мел Гэлли — гитара, бэк-вокал - Колин Ходжкинсон — бас-гитара - Джон Лорд — клавишные - Кози Пауэлл — ударные                                                                                            | - Slide It In — UK version (1984)                                                                                      |
| Whitesnake (1984)                               | - Дэвид Ковердэйл — вокал, клавишные, перкуссия - Мики Муди — гитара - Джон Сайкс — гитара - Мел Гэлли — гитара, бэк-вокал - Нил Маррей — бас-гитара - Джон Лорд — клавишные - Кози Пауэлл — ударные                                                                            | - Slide It In — US version (1984)                                                                                      |
| Whitesnake (1984)                               | - Дэвид Ковердэйл — вокал - Джон Сайкс — гитара - Нил Маррей — бас-гитара - Кози Пауэлл — ударные - Ричард Бейли — клавишные | |
| Whitesnake (1985—1987)                          | - Дэвид Ковердэйл — вокал - Джон Сайкс — гитара - Нил Маррей — бас-гитара - Эйнсли Данбар — ударные Сессионные музыканты: - Дон Эйри — клавишные - Билл Куомо — клавишные - Адриан Ванденберг — гитара - Марк Эндс — бас-гитара - Данн Хафф — гитара - Дэнни Кармасси — ударные | - Whitesnake (1987) |
| Whitesnake (1987—1988)                          | - Дэвид Ковердэйл — вокал - Вивиан Кэмпбелл — гитара - Адриан Ванденберг — гитара - Руди Сарзо — бас-гитара - Томми Олдридж — ударные | |
| Whitesnake (1988—1989)                          | - Дэвид Ковердэйл — вокал - Адриан Ванденберг — гитара - Руди Сарзо — бас-гитара - Томми Олдридж — ударные Сессионные музыканты: - Дон Эйри — клавишные | |
| Whitesnake (1989—1991)                          | - Дэвид Ковердэйл — вокал - Стив Вай — гитара - Адриан Ванденберг — гитара - Руди Сарзо — бас-гитара - Томми Олдридж — ударные | - Slip of the Tongue (1989)                                                                                            |
| Whitesnake (1994)                               | - Дэвид Ковердэйл — вокал - Адриан Ванденберг — гитара - Руди Сарзо — бас-гитара - Дэнни Кармасси — ударные - Уоррен Демартини — гитара - Пол Миркович — клавишные | |
| David Coverdale’s Whitesnake (1998)             | - Дэвид Ковердэйл — вокал - Адриан Ванденберг — гитара - Дэнни Кармасси — ударные - Уоррен Демартини — гитара - Гай Пратт — бас-гитара - Бретт Таггл — клавишные, вокал | |
| Whitesnake (1998)                               | - Дэвид Ковердэйл — вокал - Адриан Ванденберг — гитара - Дэнни Кармасси — ударные - Тони Франклин — бас-гитара - Стив Фэррис — гитара - Дерек Хилланд — | |
| Whitesnake (декабрь 2002 — апрель 2005)         | - Дэвид Ковердэйл — вокал - Томми Олдридж — ударные - Даг Олдрич — гитара - Реб Бич — гитара - Тимоти Друри — клавишные - Марко Мендоза — бас-гитара | |
| Whitesnake (май 2005 — ноябрь 2007)             | - Дэвид Ковердэйл — вокал - Томми Олдридж — ударные - Даг Олдрич — гитара - Реб Бич — гитара - Тимоти Друри — клавишные - Юрайя Даффи — бас-гитара | |
| Whitesnake (ноябрь 2007 — июнь 2010)            | - Дэвид Ковердэйл — вокал - Даг Олдрич — гитара - Реб Бич — гитара - Тимоти Друри — клавишные - Юрайя Даффи — бас-гитара - Крис Фрэйзер — ударные | - Good to be Bad (2008)                                                                                                |
| Whitesnake (июль 2010 — январь 2013)            | - Дэвид Ковердэйл — вокал - Даг Олдрич — гитара - Реб Бич — гитара - Майкл Девин — бас-гитара - Брайан Тичи — ударные - Брайан Руди — клавиши | - Forevermore (2011)                                                                                                   |
| Whitesnake (январь 2013—2014)                   | - Дэвид Ковердэйл — вокал - Брайан Тичи — ударные - Даг Олдрич — гитара - Реб Бич — гитара - Майкл Девин — бас-гитара - Брайан Руди — клавишные | |
| Whitesnake (2014—2015)                          | - Дэвид Ковердэйл — вокал - Томми Олдридж— ударные - Джоэл Хокстра — гитара - Реб Бич — гитара - Майкл Девин — бас-гитара Сессионные музыканты: - Дерек Хилланд — клавишные | - The Purple Album (2015)                                                                                              |
| Whitesnake (2015—2021)                          | - Дэвид Ковердэйл — вокал - Томми Олдридж — ударные - Джоэл Хокстра — гитара - Реб Бич — гитара - Майкл Девин — бас-гитара - Микеле Луппи — клавишные | |
| Whitesnake (2021)                               | - Дэвид Ковердэйл — вокал - Томми Олдридж — ударные - Джоэл Хокстра — гитара - Реб Бич — гитара - Майкл Девин — бас-гитара - Микеле Луппи — клавишные - Дино Елусич — бэк-вокал                                                                                                 | |
| Whitesnake (ноябрь 2021 — настоящее время)      | - Дэвид Ковердэйл — вокал - Томми Олдридж — ударные - Джоэл Хокстра — гитара - Реб Бич — гитара - Таня О'Каллаган — бас-гитара - Микеле Луппи — клавишные - Дино Елусич — бэк-вокал                                                                                             | |